# Batalla del lago Jasán
La batalla del Lago Jasán, también conocida con el nombre de Incidente de Changkufeng (en chino y japonés: 張鼓峰事件), fue un enfrentamiento militar que tuvo lugar entre el 29 de julio y el 11 de agosto de 1938, entre fuerzas de la Unión Soviética y el Imperio del Japón. El enfrentamiento se originó por un intento de las tropas niponas de ocupar una zona mal delimitada en la Convención de Pekín (1860) entre el Imperio ruso y la dinastía Qing.

## Antecedentes
Desde la Invasión japonesa de Manchuria de 1932, los incidentes fronterizos entre las fuerzas invasoras japonesas y la Unión Soviética venían sucediéndose en los últimos años hasta dar lugar a una guerra no declarada entre ambas potencias.
El 9 de julio de 1938 los japoneses interceptaron un mensaje cifrado soviético, en el que se recomendaba la ocupación de las colinas circundantes al oeste del Lago Jasán puesto que constituían un puesto estratégico para la defensa, o en el caso de que se decidiera la ocupación de la ciudad coreana de Rajin y el Ferrocarril manchuriano.

## Combates

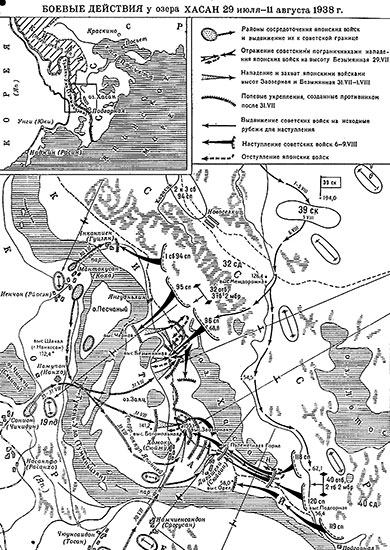
Mapa esquemático. La derrota de las tropas japonesas en el lago Hassan. 29 de julio - 11 de agosto de 1938

El conflicto se inició el 15 de julio cuando el agregado militar japonés en la embajada en Moscú solicitó la retirada de las tropas de la Unión Soviética de la zona Bezymyánnaya (ruso: высота Безымянная; chino: Shachaofeng) y de las colinas Zaoziórnaya (ruso: высота Заозерная; chino: Changkufeng) situadas al oeste del lago Jasán y al sur de Primorie, cerca de Vladivostok, reclamando el territorio fronterizo entre la Corea japonesa y la URSS.
La negativa soviética a las pretensiones niponas significó que el 29 del mismo mes los japoneses llevaran a cabo un primer ataque que fue repelido, aunque el 31 de julio las tropas del Ejército Rojo debieron iniciar la retirada. La 19.ª División del Ejército Imperial Japonés, entre varias que estaban destacadas en la frontera con la URSS, atacó y sometió a dos divisiones de infantería soviética. Uno de los comandantes de las fuerzas japonesas era el entonces coronel Kotoku Sato, quien, a la cabeza del 75.º Regimiento de Infantería, realizó un asalto nocturno sobre las posiciones soviéticas establecidas en una colina, con un método especial de asalto sobre posiciones fortificadas.
Se informó que durante el incidente de Changkufeng las fuerzas japonesas dirigieron asaltos frontales con tanques ligeros y medianos que fueron seguidos subsecuentemente por los tanques soviéticos y contraataques con artillería. En 1933 los japoneses habían diseñado y construido un tren blindado llamado «Rinji Soko Ressha» (Tren Blindado Especial) que fue desplegado durante la segunda guerra sino-japonesa. Durante los combates con las tropas soviéticas el vehículo fue utilizado para el transporte y la evacuación constante de soldados y heridos. Esto demostró la capacidad de un país no occidental de poder adaptar la tecnología y la doctrina creando un nuevo sistema de movilización y despliegue de infantería ligera.
Bajo el mando del comandante en jefe del Frente del Lejano Oriente el mariscal Vasili Blücher, en el teatro de operaciones fueron desplegadas fuerzas adicionales que trabaron combate entre el 2 y el 9 de agosto, expulsando a los japoneses del territorio disputado. El 10 de agosto de 1938 el agregado militar nipón en Moscú solicitó el cese de las hostilidades para el día 11 de agosto.

## Consecuencias

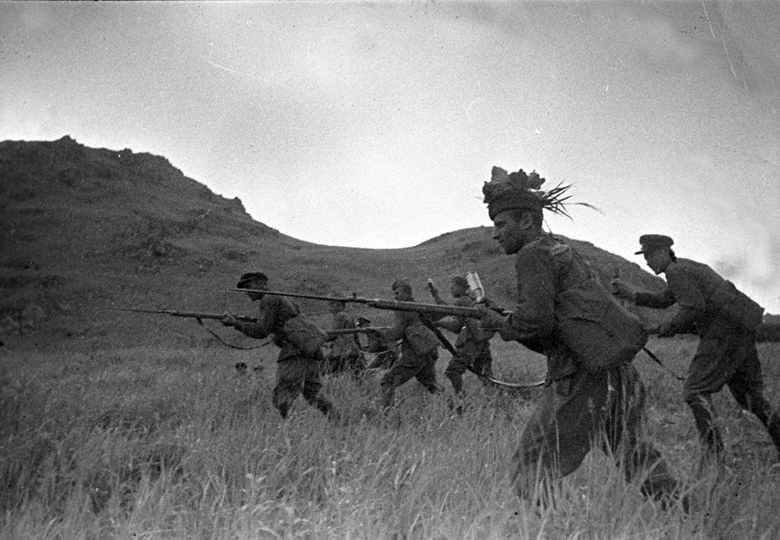
Infantería soviética atacando durante la batalla.

La batalla pasó inadvertida en Occidente, en aquel momento pendiente de los principales acontecimientos que estaban teniendo lugar en esa fecha como la Crisis de los Sudetes y la guerra civil española. Sin embargo, las pérdidas soviéticas fueron considerables, lo que se convirtió en el motivo que tuvo la NKVD para acusar de incompetencia y detener a Blücher durante la Gran Purga estalinista. El 22 de octubre la policía soviética lo detuvo bajo la acusación de haber espiado para los japoneses e incompetencia. Una vez en prisión fue torturado y finalmente murió en circunstancias no aclaradas. Los japoneses por su parte se prepararon para intentar un nuevo asalto al año siguiente en lo que se conoció como la batalla de Jaljin Gol.

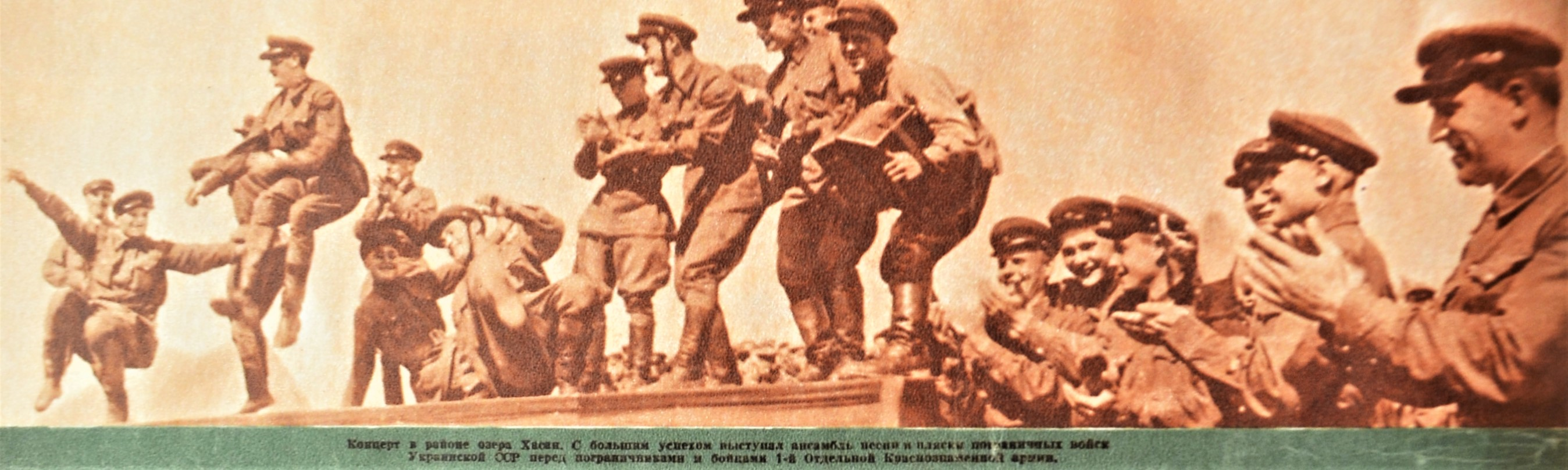
Los soldados soviéticos celebran después de la batalla del lago Khasan